# Kista (Nunatak)
Kista (norwegisch für Kiste) ist ein Nunatak an der Prinz-Harald-Küste des ostantarktischen Königin-Maud-Lands. Am Ostufer der Bucht Fletta ragt er 800 m südwestlich des Nunataks Såta auf.
Norwegische Kartographen, die ihn auch benannten, kartierten ihn anhand von Luftaufnahmen der Lars-Christensen-Expedition 1936/37.